# 윤관
윤관(尹瓘, 1040년 음력 6월 1일~1111년 6월 15일 (음력 5월 8일))은 고려 중기의 문신·군인이다. 숙종, 예종 때 여진족 토벌에 출정하였다. 본관은 파평, 자는 동현(同玄), 시호는 문숙(文肅)이다. 처음 시호는 문경(文敬)이었으나 뒤에 문숙(文肅)으로 개시되었다. 파평 윤씨의 시조 삼한공신(三韓功臣) '윤신달'(尹莘達)의 4대손으로, 아버지 윤집형(尹執衡)은 검교소부소감(檢校少府少監)을 지냈다. 어머니에 대한 기록은 없다. 여진족을 몰아내고 북진 정책을 완수한 공으로 영평(파평)백에 봉해져 후손들이 본관을 파평으로 하였다.
숙종 때 2차 여진족 토벌 당시는 원수로 출정하였으나 실패, 강화회담을 하고 되돌아왔다. 이후 특수 부대 별무반을 창설하여 오연총과 함께 병력을 훈련, 1107년(예종 2년) 3차 토벌 때 대원수에 임명되어 별무반을 이끌고 여진 정벌군의 원수(元帥)가 되어 부원수 오연총(吳延寵)과 척준경, 왕자지 등과 함께 17만 대군을 거느리고 여진족을 토벌한 뒤, 북방에 9성을 쌓고, 여진족이 재침략하자 이를 진압하고 1108년(예종 3년) 개선하였다. 여진족을 북방으로 몰아내고 동북 9성을 공략하였으며 북방을 방비하는데 기여하였다.
그러나 여진족의 동북9성 반환 요청이 있자 그는 반대하였으나 고려 조정은 화의론을 주장하여 9성을 되돌려주었고, 1109년 길주성에서의 패전을 이유로 한때 공신호를 박탈당하고 해임당하였으나 예종의 특별 배려로 복직하였다. 파평 윤씨의 중시조이다. 아들은 윤언이이고, 충혜왕의 장인 윤계종은 윤관의 7대손이었다. 남원 윤씨와 함안 윤씨 역시 그의 후손이었다. 폐비 윤씨는 윤관의 11대손이 된다. 문과에 급제하여 관직은 수태보 문하시중에 이르렀으며, 군인으로 알려져 있으나 문과에 급제한 문신이었다.

## 생애

### 출생과 가계
윤관은 파평현(坡平縣)에서 검교소부소감(檢校少府少監) 윤집형의 아들로 출생하였다.
윤관의 아버지 윤집형은 삼한공신(三韓功臣) 윤신달의 증손자로 벼슬은 검교소부소감을 지냈다. 그의 가계는 고려 삼한공신 윤신달의 후손으로 윤신달 이전의 가계는 미상이다. 그가 공신이 되고 명장으로 이름을 날렸기에 그를 중심으로 고조부까지만 기록된 것으로 전한다.
부인 경원 이씨는 이성간(李成幹)의 딸로, 슬하에 윤언이(尹彦頤)·윤언순(尹彦純)·윤언식(尹彦植)·윤언이(尹彦頤)·윤언민(尹彦旼)을 두었으며, 이 중 두 사람은 승려가 되었다.
윤언이는 『고려사(高麗史)』에 열전이 수록되었고, 윤언순은 예종(睿宗) 때 시어사(侍御史)를 거쳐 남원부사(南原府使)에 이르렀으며, 윤언식은 타고난 자질이 고상하고 우아하여 빈객을 좋아하였는데, 벼슬은 수사공 좌복야(守司空 左僕射)에 이르렀다. 윤언민은 다른 사람보다 총명하고 서화(書晝)를 잘하였으며, 인종(仁宗) 때에 상식봉어(尙食奉御)가 되었다. 이와 같이 그의 가문은 상당히 번성하여, 이후 왕실과 혼인을 하는 등 당대의 명문으로 거듭났다.

### 초기 관직 생활

#### 과거 급제와 관료생활 초반
윤관은 문종 때에 문과에 급제하여 습유(拾遺)· 보궐(補闕) 등을 지냈고, 1087년(선종 4) 합문지후(閤門祗候)가 되었다. 그해 합문지후로서 출추사(出推使)가 되어 광주(廣州), 충주, 청주를 시찰하고 되돌아왔다.
1095년(숙종 즉위) 좌사낭중(佐司郞中)이 되었으며, 그해 숙종(肅宗)이 즉위하자 바로 형부시랑 임의(任懿)와 함께 국신사(國信使)로 요나라에 사절로 파견되어 숙종의 즉위를 알렸다. 1098년(숙종 3) 중서사인(中書舍人)을 거쳐 동궁시학사(東宮侍學士)가 되었으며, 동궁시학사로 재직 중 조규(趙珪)와 함께 송나라에 다시 사절단으로 파견되어 숙종의 즉위를 알리고 귀국하였다.
1099년 우간의대부·한림시강학사(右諫議大夫翰林侍講學士)가 되었으나 당시 좌간의대부(左諫議大夫) 임의와 인척이어서 간원(諫院)인 어사대(御史臺)에 같이 있을 수 없다는 중서성(中書省)의 건의로 따라 스스로 물러났다. 1101년 추밀원지주사(樞密院知奏事)가 되었고, 9월에 남경개창도감을 설치되자, 평장사(平章事) 최사추(崔思諏)등과 양주에 파견퇴어 궁궐터를 물색하는 등 남경건설사업을 활발히 추진했다. 그리하여 1104년 5월 지금의 서울지역에 남경궁(南京宮)을 건설되었다.
1102년 지공거(知貢擧)가 되어 이굉(李宏) 등과 함께 진사시험(進士試驗)을 주관했고, 이어 어사대부, 추밀원부사 등을 지냈다. 1103년 이부상서(吏部尙書) 겸 동지추밀원사(同知樞密院事)를 거쳐 지추밀원사 겸 한림학사승지(知樞密院事兼翰林學士承旨)에 올랐다.

#### 개혁 정책
숙종 때에 여러 벼슬을 지내고 동궁시강·어사대부·이부상서·한림학사 승지 등을 지냈다.
숙종 재위기간 중 그는 대각국사 의천과 함께 숙종의 측근으로 활동하였다. 동시에 의천과 함께 시정개혁을 담당하여 왕권을 강화하기 위해 남경 건설, 금속화폐 유통책 실시와 신법(新法)을 제정, 실시했다. 또 기존의 호족들을 억압하고 과거 시험과 추천제로 신진 관료들을 선발하였다.
고려의 동북면과 연결된 갈라전(曷懶甸) 일대에 거주하던 여진 부족들은 고려의 국경지대를 왕래하며 그들의 토산물을 부족한 생필품과 무역하고 있었다. 또한 이들 부락의 추장들 중 일부는 고려를 종주국으로 삼고 입조하였는데, 고려는 그들 추장들에게 무산계(武散階)나 향직(鄕職)을 주어 회유하기도 하고, 투항해오는 여진족에게는 투화전(投化田)을 주어 정착시키기도 했다. 숙종 즉위 초, 그는 여진족 추장들을 만나 왕의 대리인으로서 여진족 추장들에게 관직을 하사하고 추장들을 면담하였다. 그러나 여진족 추장들은 1106년을 전후해 우야소(烏雅束)를 중심으로 통일부락을 건설하면서 고려를 공격할 계획을 세운다.
1103년(숙종 8)에 우야소의 세력은 함흥부근까지 들어와 주둔하게 되었다. 고려군과 우야소의 여진군은 충돌 직전에 들어갔으며 이듬해 완안부의 기병이 정주관(定州關) 밖에 쳐들어오게 되었다. 1103년경부터 여진족 정벌 여론이 나오면서 여진족을 토벌해야 된다는 입장을 고수하였다. 숙종대 후반에 제기되는 여진정벌론에는 여진족의 흥기와 고려 동북면 침입이라는 객관적 정세 변화 외에 국내의 정치상황도 한 요인으로 작용했다.

### 여진족 정벌

#### 별무반 조직과 3차 여진족 토벌전쟁

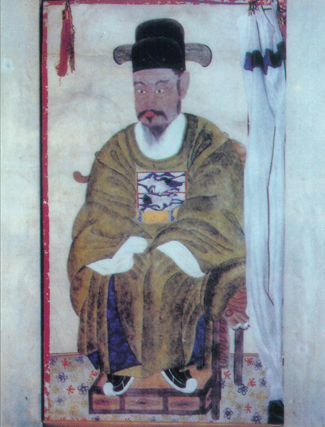
부원수 오연총, 여러번 그의 부관으로 여진족 토벌에 참여하였고, 사돈간이기도 했다.

1107년(예종 2년)에 여진족의 동태가 심상하지 않다는 한 변장(邊將)의 긴급보고를 접하자 여진족 토벌을 주청하였다. 이에 왕명으로 여진 정벌군의 원수(元帥)가 되어 별무반이라는 특수 부대를 이끌고 부원수에 임명된 지추밀원사 오연총(吳延寵)과 17만 대군을 거느리고 여진족 정벌에 출정하였다. 당시 여진족은 우리 나라 동북부에서 만주에 걸쳐 살면서 북부 국경지대인 함흥 지방을 위협하자 고려의 북진 정책에 역행이 되었던 여진족을 소탕하려고 출정하였으나 누차 실패하고 심려 끝에 그 원인이 여진족의 기병임을 깨닫고 왕명을 받아 윤관은 오연총과 특수부대 17만을 거느리고 여진촌락 135개를 쳐서 포로 1030명, 사살 4940명 등 큰 공을 세웠다.
1107년 12월 원수가 되어 오연총(吳延寵)과 17만 명의 군사를 중·좌·우의 3군으로 편성했으며 수군(水軍)까지 동원해 여진정벌에 나섰다. 고려군은 일거에 쳐들어가 여진족을 쫓아내고 9성을 쌓았다. 처음 여진족을 공격하는 척 하다가 후퇴한 뒤, 여진추장에게 사자를 보내 고려가 앞서 잡아둔 여진족 허정(許貞)· 나불(羅弗) 등을 돌려보내겠다고 거짓통보를 하자, 여진족 추장은 400여명의 호송 병력을 보내왔는데, 이때 윤관과 오연총은 이들을 유인하여 거의 섬멸시키고 사로잡았다. 이들을 미끼로 여진족을 유인하게 하고, 이후 윤관은 따로 5만3,000명을 편성하여 거느리고 정주에 도착한 뒤 중군(中軍)은 김한충(金漢忠), 좌군(左軍)은 문관(文冠), 우군(右軍)은 김덕진(金德珍)으로 하여금 군사를 지휘하게 하였으며, 수군(水軍)은 선병별감(船兵別監) 양유송(梁惟) 등이 2,600명으로 도린포(都鱗浦)의 바다로부터 공격하였다.
윤관군의 기습공격에 눌린 여진이 퇴각하여 동음성(冬音城)으로 숨자 정예부대를 편성하여 추격, 여진족이 재기할 틈을 주지 않고 바로 격파하였으며, 다른 여진군이 숨은 석성(石城)은 척준경(拓俊京)을 시켜 공격, 패주하게 하여 섬멸하였다.

#### 승전과 동북9성 수축

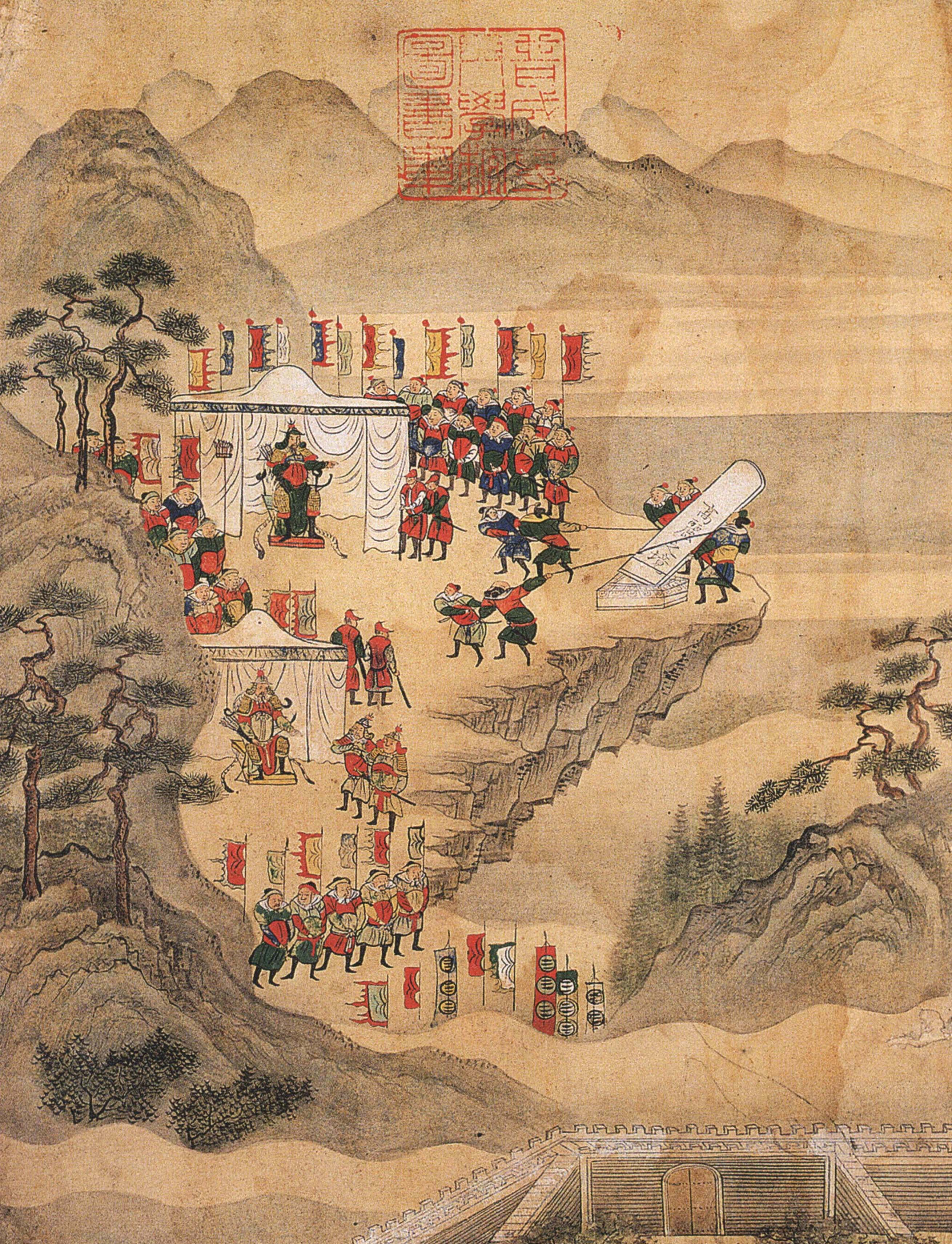
척경입비도(拓境立碑圖)

여진족의 전략적인 거점을 무찌른 곳은 135개처, 적의 전사자 4,940명, 포로 130명을 생포하였다. 이후 조정에 전승의 보고를 올리고 탈환한 각지에 장수를 보내 국토를 획정하고 오연총과 함께 9성의 축조를 감독하였다. 현재 9성의 확실한 위치는 밝혀져 있지 않으나 흔히 함주(咸州)·영주(英州)·웅주(雄州)·길주(吉州)·복주(福州)·공험진(公鎭)·통태진(通泰鎭)·진양진(眞陽鎭)·숭녕진(崇寧鎭)으로 비정되고 있다. 학자에 따라서는 진양진·숭녕진 대신 의주(宜州)·평융진(平戎鎭)을 꼽기도 한다. 윤관은 남쪽지방의 민호(民戶)를 이곳으로 옮겨 살게 했다. 〈고려사〉 윤관전에 기록되어 있는 영주청벽기(英州廳壁記)에 의하면 당시 이주한 가구의 수는 함주·영주·웅주·길주·복주·공험진에 병민(兵民) 6,466정호(丁戶)였다.
9성을 쌓은 뒤 예종에게 건의하여 남쪽으로부터 백성을 이주시켜 남도지방의 이주민들이 이곳을 개척하여 살게 되었다. 남도의 이주민으로 6성을 쌓은 뒤 별도의 군대를 편성하여 지키게 하였고, 이 6성 외에 1108년 초 숭녕(崇寧)·통태(通泰)·진양(眞陽)의 3성의 수축을 명하여 감독, 9성을 설치하였다.
특히 함흥평야의 함주에 대도독부(大都督府)를 두어 이곳이 가장 요충이 되었다. 9성을 완공한 뒤 재침하는 여진을 평정하고 1108년(예종 3년) 출발, 회군하였다. 오연총과 함께 9개의 성벽을 쌓아 국경을 튼튼하게 하고 개선하자 예종은 그와 오연총에게 공신호를 내렸다.여진족을 몰아내고 북진 정책을 완수한 공으로 영평(파평)백에 봉해져 후손들이 본관을 파평으로 하였다. 그러나 고려가 9성을 개척하게 되자 그곳을 근거지로 웅거하던 완안부의 우야소는 반발하여 1108년초에 군사를 이끌고 함경북도 지역을 재침략하여 정면대결을 하게 된다.

#### 4차 여진족 토벌 전쟁
그러나 여진족은 다시 변경을 쳐들어왔고, 1108년 (고려 예종 3년) 1월 오연총, 척준경, 왕자지 등과 함께 별무반을 이끌고 다시 출정하였다. 그러나 가한촌(加漢村) 전투 중 험곡에서 윤관은 오연총과 함께 여진족에게 포위당하게 되었다. 그러나 척준경(拓後京)이 후발대를 이끌고 급습하여 구출되었다.
영주성 공략에서는 왕자지가 이끄는 군대가 패퇴하였으나 역시 척준경의 용맹과 기지로써 왕자지를 구출하고 여진군을 겨우 물리치게 되었다. 그는 숙종대 왕권강화시책의 한 주역이었고, 예종 즉위 초기의 정책 수행과 여진정벌 추진에서도 중심세력으로 활약했다. 그러나 우야소는 다시 여진군 수만명을 이끌고 쳐들어와 웅주성을 포위하였다. 역시 척준경의 지략과 용기로써 적을 패주시켰다. 1108년 3월 30일 포로 346명, 말 96필, 소 300두를 노획하여 포로와 전리품을 가지고 개경으로 개선하여 추충좌리평융 척지진국공신(推忠佐理平戎 拓地鎭國功臣)에 책록되고, 문하시중(門下侍中) 겸 판상서이부사 지군국중사(判尙書吏部事 知軍國重事)에 임명되었다. 이어 영평현개국백(鈴平縣開國伯) 식읍(食邑) 2,000호, 식실봉(食實封) 300호에 봉해졌다.

### 생애 후반

#### 여진족과의 화전과 동북9성 반환

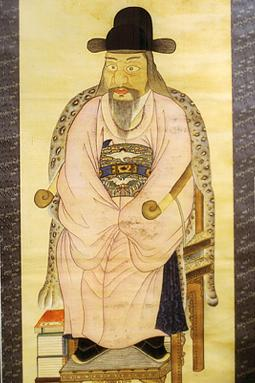
윤관 장군 영정 (조선시대에 제작)

한편, 윤관이 예종에게 신임을 받는 것을 부정적으로 보던 관리들이 윤관을 비방하였으나 왕이 듣지 않았다. 고려의 정벌과 9성 설치로 삶의 터전을 잃게 된 여진족은 완안부를 중심으로 모여 무력항쟁을 계속하였고, 사자를 보내 9성을 돌려주고 생업을 편안히 해주면 자손 대대로 배반하지 않고 조공을 바치겠다고 하면서 9성을 되돌려달라고 애걸하였다. 이에 일부 주화파들은 9성을 되돌려주자고 주장하였고, 윤관과 오연총은 9성을 지킬 것을 주장하였으나 당시 고려는 여진족의 공세 앞에 9성을 지키는 것도 어려운 형편이었다. 또 9성 사이의 거리가 너무 멀어 지키기가 어려울 뿐 아니라 무리한 군사동원으로 백성들의 원망이 일어나서 조정에서도 화평론이 대세를 이루게 되었다.
서쪽에 강력한 요나라와 접경하고 있던 여진은 고려와 평화를 회복하는 것이 매우 필요하게 되었으나, 윤관의 9성 축조와 농업이주민으로 말미암아 농경지를 빼앗긴 토착 여진족으로서는 강력히 반발할 수 밖에 없었다.
드디어 여진은 적극적인 강화교섭을 개시하였으며 7월 3일 예종은 육부를 소집, 회의를 열고 9성을 동여진 우야소에 되돌여주는 것을 논의하기에 이르렀다. 평장사 최홍사(崔弘嗣) 등 28명은 찬성하고, 윤관과 오연총, 예부낭중(禮部郎中) 한상(韓相)은 반대하였으나 당시 조정은 화평으로 기울어 있었고, 결국 9성을 여진족에게 돌려주기로 결정하고 7월 18일부터 9성에서 철수하기 시작했다.
뒤에 금나라 태조 아골타(阿骨打)가 금나라를 세워 강대한 국가가 된 기반에는 그들이 9성을 다시 되찾은 데 그 원인이 있었다고 보는 시각도 있다.

#### 공신호 삭탈과 생애 말년
1109년 5월 길주성이 여진족에게 함락될 위기에 처하자 동계병마부원수(東界兵馬副元帥) 오연총과 함께 출정하였다. 그러나 길주성을 포위한 여진족을 다시 치려다가 공험진에서 기습공격을 당하고 공략에 실패, 화친을 맺고 돌아왔다. 11월 여진족의 계속된 침범을 막지 못한 책임으로 재상 최홍사(崔弘嗣) 등의 탄핵을 받아 한때 관직과 공신의 자격이 박탈되고 파면되었다. 명분 없는 전쟁으로 국력을 탕진했다 하여 처벌하자는 주장도 대두되었다. 회군해서는 왕을 만나지도 못하고 집으로 되돌아갔다. 그러나 그는 숙종대를 이어 예종대에도 왕권강화를 위한 정책을 충실히 수행한 정치세력이었으므로, 흔히 패군한 장수가 영구히 관직을 삭탈당하는 것과는 달리 예종의 특별 배려로 다시 복직하였다.
예종 5년(1110년) 복관되었고, 오히려 예종은 윤관에게 문하시랑 평장사를 주고 가까이 있도록 하였다. 그러나 윤관은 나이가 많고, 제대로 일을 할 수 없기 때문에 곧 사직했고, 그 뒤 독서에 몰입하던 중 그 해 수태보 문하시중(守太保門下侍中) 겸 판병부사 상주국 감수국사(判兵部事上柱國監修國史)에 임명되자 윤관은 표문을 올려 사직을 청하였으나 예종은 허락하지 않았다. 윤관이 다시 사퇴하려 하였으나 예종은 역시 받아들이지 않았다. 1111년에 세상을 떠났다고 한다.

### 사후호
시호는 문숙(文肅)이다. 시호는 당초에 문경(文敬)이었으나 인종때 문경왕태후(文敬王太后)로 추존 된 예종비의 휘호를 피하기 위해 문숙(文肅)으로 고쳤다. 1130년(인종 8년) 예종의 묘정(廟廷)에 배향되었다. 사후 무속에서 신으로 숭배되기도 했다. 묘는 경기도 파주군 광탄면(현 파주시 광탄면)에 있다. 윤관의 묘는 사적 제323호로 지정되었다.

### 윤관 장군 묘를 둘러싼 산송
경기도 파주시 광탄면 분수리 산 4-1에 위치한 윤관 장군 묘역(사적 제323호)은 조선시대부터 400여 년 동안 계속된 산송으로도 유명하다.
1614년 영의정을 지낸 심지원이 윤관 장군 묘를 파헤치고 부친 등 일가의 묘를 잇따라 조성하자, 이에 반발한 파평 윤씨가 1763년에 심지원의 묘 일부를 파헤치고 청송 심씨에 대한 처벌을 요구하였다. 다툼이 발생한 고양 지역의 군수는 명문가의 다툼에 개입하기를 꺼려 이 문제를 조정에 넘겼다. 결국 당시 임금이었던 영조는 윤관의 묘와 심지원의 묘를 그대로 두고 양 가문이 합의하도록 종용했다. 파평 윤씨와 청송 심씨가 조선시대에 왕비를 각각 4명, 3명씩 배출한 외척 가문이었기 때문에 영조도 섣불리 한쪽의 손을 들어주기 어려웠기 때문이다. 그러나 파평 윤씨 가문에서 이에 불복하여 심지원의 묘를 이장해야 한다고 주장하다가 오히려 곤장을 맞고 귀양가다 병사(病死)하는 등, 두 가문의 불화는 더욱 깊어졌다. 오늘날에 이르러서도 이 문제를 해결하기 위해 여러 노력이 있어 왔으나 번번이 실패했다.
2006년 음력 4월 10일, 파평 윤씨 대종회와 청송 심씨 대종회는 파평 윤씨 측이 이장에 필요한 부지를 제공하고 청송 심씨 측이 윤관 장군 묘역에 조성된 청송 심씨 조상 묘 19기를 이장하기로 합의하면서 조선시대부터 392년 동안 이어진 묘지 다툼을 끝내기로 하였다.

## 기타
숙종대에 고위직으로 진급하고 출세한 데에는 며느리(윤언영尹彦榮 = 윤언식으로 추정됨)가 숙종비인 명의태후(明懿太后)의 동생이었던 사실이 작용했던 듯하다는 시각도 있다.

### 전승
전승에 따르면, 윤관이 함흥 선덕진 광포(廣浦)에서 거란군에게 쫓길 때 잉어가 도와서 강을 건넜다는 전승이 있어서, 지금도 파평 윤씨 가문에서는 잉어를 먹지 않는다고 한다.

### 김부식과 윤언이
글씨를 잘 써서 여러 글과 묘비명, 작품 등을 남겼으나 상당수 실전되었다. 그가 쓴 대각국사 의천의 묘갈명을 김부식이 임의로 수정하고 내용을 바꾸어버리자 이를 불쾌하게 여긴 그의 아들 윤언이는 김부식과 앙숙이 되었다.

## 평가와 비판
여진족을 토벌하고 동북 9성을 쌓아 북방의 방어력을 높인 점을 높이 평가받는다. 또한 만년에 공신호를 삭탈당하고 불우한 최후를 맞이한 것에 대한 동정 여론도 있다.

## 가족 관계
다섯 아들 중, 첫째 아들 윤언인의 후손에서 남원윤씨와 함안윤씨가 갈라졌고, 넷째 아들 윤언이의 가계에서 희비 윤씨, 정희왕후, 정현왕후, 장경왕후, 문정왕후, 숙빈 윤씨 등을 배출했다.
- 할아버지: 윤금강(尹金剛) - 상서 좌복야
- 할머니: 나주 정씨, 개성 왕씨 - 둘중 누가 아버지의 생모인지는 불명. 나주 정씨가 생모일 것으로 추정.
- 아버지: 윤집형(尹執衡)
- 어머니: 미확인
- 처 : 인천이씨(仁川李氏), 상장군 이성간의 딸,[14] 이자연의 당질녀 - 5남 2녀(이 중 두 사람은 승려가 되었다.)
  - 아들: 윤언인(尹彦仁)-합문지후
    - 손자: 윤덕첨(尹德瞻)-전중시 내급사

  - 아들: 윤언순(尹彦純) - 시어사
    - 손자 : 윤중첨(尹仲瞻)-병마판관

  - 아들: 윤언암(尹彦巖) -승려 흥왕사 주지
  - 아들: 윤언식(尹彦植, 1087? - 1148년 5월)-상서좌복야
  - 며느리: 하원군군 류씨(河源郡君 柳氏 : 명의태후의 동생)
  - 아들: 윤언이(尹彦頤, 1090 - 1149)-정당문학, 시호 문강
    - 손자: 윤인첨(尹鱗瞻)-수태사 , 시호 문정文定
    - 손자: 윤자고(尹子固)-국자감 박사
    - 손자: 윤돈신(尹敦信)-이부시랑
    - 손자: 윤자양(尹子讓)
    - 손자: 윤돈의(尹敦義)
    - 손자: 윤돈효
    - 손녀: 4명[15]

  - 아들: 윤언민(尹彦旼, 1095년~1154년 4월 23일(음력 3월 9일), 자는 일장(日章))-상식봉어
  - 딸 : 윤씨, 황원도에게 출가
  - 딸 : 윤씨, 임원후에게 출가 (임충빈 묘지명 참조)

## 왕후들과의 관계
그의 첫째 아들 윤언인의 11대손이 폐비 윤씨이고, 넷째 아들 윤언이의 혈통에서 희비 윤씨, 정희왕후, 정현왕후, 장경왕후, 문정왕후, 숙빈 윤씨 등을 배출했다.
윤언이(尹彦頤)의 셋째 아들 윤돈신(尹惇信)-윤상계(尹商季)-윤복원(尹復元)-윤순(尹純)-영평군(鈴平君) 윤보(尹珤, ?∼1329년(충숙왕 16년), 시호는 문현공(文顯公))로 이어지며 영평군 윤보의 첫째 아들이 윤계종(尹繼宗)으로 윤계종의 딸이 고려 충혜왕의 후궁 희비 윤씨이며, 충정왕의 외조부가 된다.
다시 윤보의 넷째 아들이자 윤계종의 동생이 양간공 윤안숙(尹安淑)이고, 윤안숙의 아들 윤척(尹陟)에게서 판전의시사 윤승휴, 윤승도, 문하평리 윤승순(尹承順), 윤승경, 판도판서 윤승례(尹承禮) 형제가 태어나는데,
윤승순의 아들이 윤곤(尹坤)이고, 윤곤의 아들 윤삼산(尹三山)-손자 윤호(尹壕)가 배출된다. 윤호는 정현왕후의 친정아버지이다. 윤곤의 아들이자 삼산의 형이 둘째아들 윤희제이고, 윤희제-윤은(尹垠)-윤사로는 다시 세종의 딸 정현옹주와 결혼하여 부마가 된다. 윤사로는 다시 6촌누이인 정현왕후와 시대고모부-시종손부 관계가 된다. 윤필상 또한 윤곤의 증손이다(곤-희제-경-필상).
판도판서(版圖判書) 윤승례 아들 정정공(貞靖公) 윤번(尹璠)은 세조비 정희왕후의 친정아버지이다. 윤번의 아들이자 정희왕후의 오라비인 윤사윤, 윤사흔, 윤사분 형제 중
차남 윤사윤(尹士昀)-윤보(尹甫)- 윤여필, 윤여해 형제가 나고, 윤여필이 중종 계비 장경왕후의 친정아버지이자 윤임의 아버지이다.
윤번의 셋째 아들 윤사흔(尹士昕)의 증손녀가 문정왕후이고, 고손녀가 인종의 후궁 숙빈윤씨이다.
윤사흔-윤계겸(尹繼謙)-윤욱(尹頊)으로 이어지며 윤욱의 아들이 윤지임(尹之任)이고, 윤지임은 다시 윤원개(尹元凱), 윤원량(尹元亮), 윤원필(尹元弼), 윤원로(尹元老), 윤원형(尹元衡) 5형제와 딸 문정왕후(중종의 3비)가 태어난다. 인종의 후궁 숙빈 윤씨는 둘째 아들 윤원량의 딸이다.
고려 충숙왕비 희비는 윤관의 8대손, 성종비 폐비윤씨는 12대손, 세조비 정희왕후는 11대손, 성종의 3비 정현왕후는 13대손, 중종의 계비 장경왕후는 윤관의 14대손, 중종의 3비 문정왕후는 15대손, 인종의 후궁 숙빈 윤씨는 16대손이 된다.

## 사돈의 유래
고려 예종 때 여진을 함께 정벌한 도원수 윤관과 부원수 오연총은 아들과 딸의 혼인으로 맺어진 관계이기도 했다. 어느 봄날 술이 잘 빚어진 것을 본 윤관은 하인에게 술동이를 지게하고 오연총의 집으로 향했다. 그런데 전일 밤에 내린 소낙비로 물이 불어나 개울을 건널 수가 없었다. 안타까움에 발을 구르고 있는데 개울 건너편을 바라보니 오연총도 술통을 옆에 두고 발을 구르고 있는 것이다. 잠시 후 두 사람은 개울을 사이에 두고 등걸나무 조각을 구해 걸터앉았다. 먼저 윤관이 술잔을 비운 뒤 개울 건너 오연총에게 잔 권하는 시늉을 했다. 오연총도 머리를 숙여 술잔을 받는 예를 표시한 뒤 스스로 채운 술잔을 비웠다. 이렇게 둘은 등걸나무(査)에 걸터앉아 서로 머리를 숙이며 술잔을 주고받는 흉내를 내며 거나하게 마셨다. 이때부터 자식 사이의 혼인을 제안할 때는 '사돈 하자'라는 말이 유래하게 되었다 한다. 사돈의 뜻은 등걸나무(査)에 머리를 숙이다는 뜻의 돈수(頓首)의 합성으로 등걸나무에 앉아 머리를 조아린다는 뜻이다.

## 같이 보기
| - 파평 윤씨 - 고려 문종 - 별무반 - 척준경 - 왕자지 - 김종서 - 동북면 - 동북 9성 - 오연총 - 윤언이 - 여진족 | - 윤신달 - 태조 왕건 - 서희 - 강감찬 - 고려 예종 - 윤돈신 - 윤인첨 - 윤상계 - 김부식 - 강조 - 거란족 | - 강동 6주 - 요나라 - 이자겸 - 척준신 - 예종 (고려) - 한국의 역사 |